# Mistrzostwa Europy w Saneczkarstwie 1977
24. Mistrzostwa Europy w saneczkarstwie 1977 odbyły się w zachodnioniemieckim Schönau am Königssee. W tym mieście mistrzostwa odbyły się już czwarty raz (wcześniej w 1967, 1972 oraz 1973). Rozegrane zostały trzy konkurencje: jedynki kobiet, jedynki mężczyzn oraz dwójki mężczyzn. W tabeli medalowej najlepsze było RFN.

## Wyniki

### Jedynki kobiet
| Medal | Zawodniczka          | Narodowość | Czas | Strata |
| ----- | -------------------- | ---------- | ---- | ------ |
|       | Elisabeth Demleitner | RFN        |      |        |
|       | Margit Schumann      | NRD        |      |        |
|       | Margit Graf          | Austria    |      |        |

### Jedynki mężczyzn
| Medal | Zawodnik      | Narodowość | Czas | Strata |
| ----- | ------------- | ---------- | ---- | ------ |
|       | Anton Winkler | RFN        |      |        |
|       | Hans Rinn     | NRD        |      |        |
|       | Karl Brunner  | Włochy     |      |        |

### Dwójki mężczyzn
| Medal | Zawodnicy                           | Narodowość | Czas | Strata |
| ----- | ----------------------------------- | ---------- | ---- | ------ |
|       | Hans Brandner/Balthasar Schwarm     | RFN        |      |        |
|       | Hans Rinn/Norbert Hahn              | NRD        |      |        |
|       | Stefan Hölzlwimmer/Rudolf Grosswang | RFN        |      |        |

## Klasyfikacja medalowa
| Miejsce | Państwo |   |   |   | Razem |
| ------- | ------- | - | - | - | ----- |
| 1.      | RFN     | 3 | 0 | 1 | 4     |
| 2.      | NRD     | 0 | 3 | 0 | 3     |
| 3.      | Austria | 0 | 0 | 1 | 1     |
| 3.      | Włochy  | 0 | 0 | 1 | 1     |